# Saint Stamp
Pour les articles homonymes, voir Stamp.

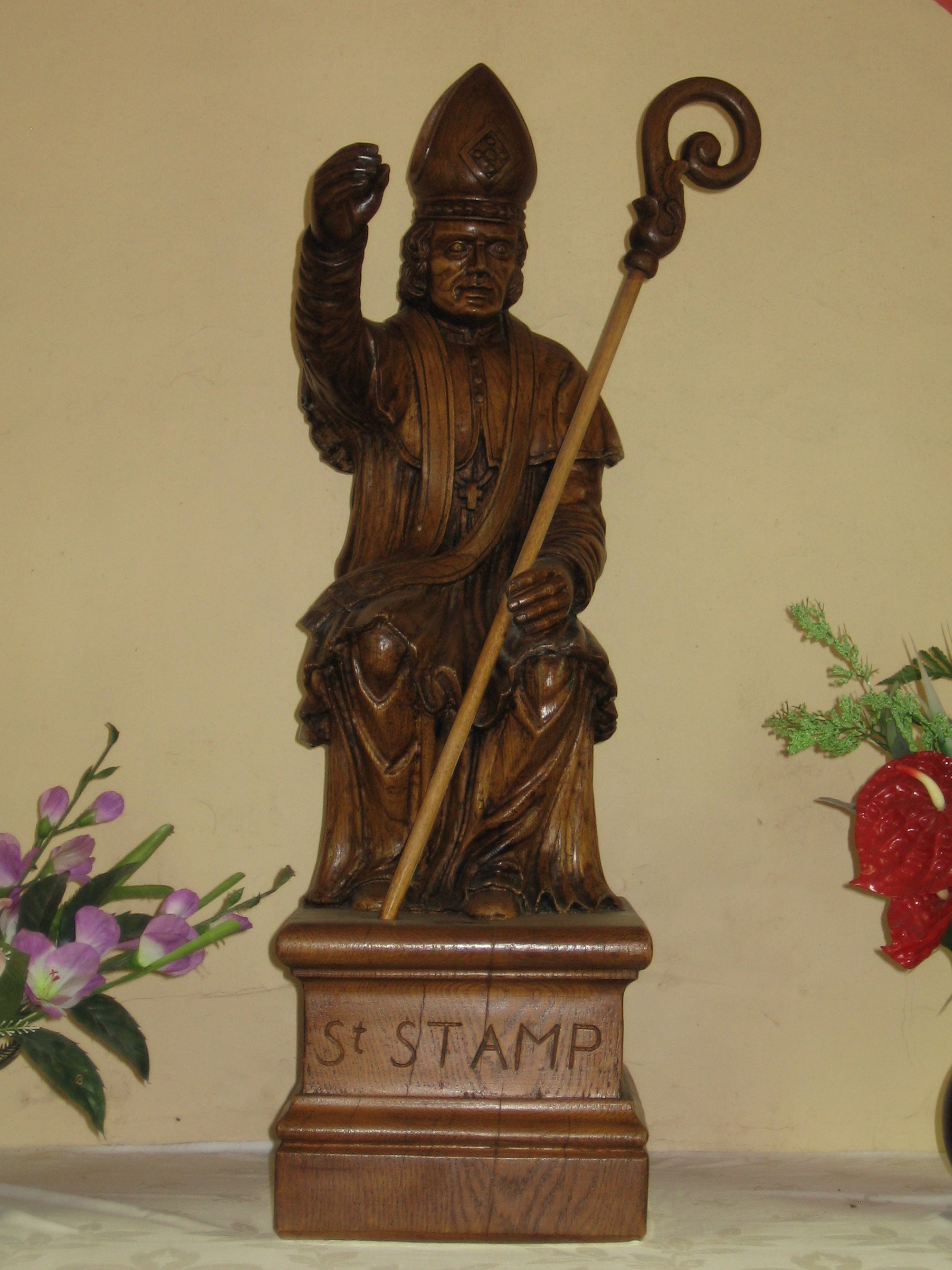
Saint Stamp, dans une chapelle d'Anhée (Belgique)

Saint Stamp est un saint catholique qui était invoqué par les personnes atteintes de goutte ou ayant des difficultés de locomotion, particulièrement pour les enfants qui tardaient à faire leurs premiers pas ou qui avaient des difficultés à se tenir debout. Il aurait été vénéré longtemps, par des croyants qui pouvaient même venir de loin. 
Son nom pourrait être une déformation de saint Stapin, évêque de Carcassonne au VIIe – VIIIe siècles,, ou encore saint Pothin, voire saint Potentien ; c'est l'hypothèse de Germain Morin.

## Mythe et tradition
Ce saint est ignoré des Bollandistes qui ne relatent pas son existence : et il n'est pas inscrit dans le calendrier liturgique de l'Église catholique. Il n'a jamais pu être identifié même si diverses propositions ont été avancées.  
En wallon, stamper signifie « se tenir debout », ou « camper ». Derrière l'église d'Anhée,  près de Dinant en Belgique, se trouve une chapelle dédiée à saint Stamp (apparemment la seule connue). Elle dépendait de l'abbaye cistercienne de Moulins. 